# Horisme brisciacensis
Horisme brisciacensis là một loài bướm đêm trong họ Geometridae.